# Alexis Francisco Peña
Alexis Francisco Peña López, noto semplicemente come Alexis Peña (Culiacán, 13 gennaio 1996), è un calciatore messicano, difensore del Necaxa.

## Caratteristiche tecniche
È un difensore centrale.

## Carriera
Cresciuto nel settore giovanile del Pachuca, ha esordito in prima squadra il 20 agosto 2015 disputando l'incontro di Copa México vinto 4-1 contro il Venados